# Jared Mason Diamond
Jared Mason Diamond (Boston, 10 de setembre de 1937) és un biòleg, fisiòleg, i biogeògraf nord-americà conegut per ser autor de nombrosos treballs en els camps de l'antropologia, la biologia, l'ecologia, la lingüística, la genètica i la història. El seu llibre més conegut és Guns, Germs, and Steel ('Pistoles, gèrmens i acer'), mereixedor d'un premi Pulitzer l'any 1998, on defensa tesis de determinisme ambiental en la seva anàlisi històrica.

## Biografia
Diamond va néixer a Boston, fill de pare metge i mare mestra, lingüista i música. Diamond va cursar estudis a la Roxbury Latin School i més tard va obtenir els doctorats de fisiologia de la Universitat Harvard (l'any 1958) i de biofísica de membranes de la Universitat de Cambridge (l'any 1961). Durant els anys 1962-1966, treballà a Harvard i el 1966 va esdevenir professor de la facultat de medicina de la Universitat de Califòrnia a Los Angeles. Posteriorment va especialitzar-se en ecologia i història del medi ambient, esdevenint professor de geografia a la mateixa institució.
Entre els vint i els trenta anys, va desenvolupar una segona carrera paral·lela en ecologia i evolució dels ocells de Nova Guinea, i des de llavors ha fet nombrosos viatges per explorar aquesta illa i les illes del voltant. A partir dels seus cinquanta anys, també va desenvolupar una tercera carrera en història del medi ambient, i esdevingué professor de geografia i ciències del medi a UCLA, posició que manté actualment.

## Llibres
- 1972 Avifauna of the Eastern Highlands of New Guinea, Publications of the Nuttall Ornithological Club, No. 12, Cambridge, Mass., pp. 438.[2]
- 1975 M. L. Cody and J. M. Diamond, eds. Ecology and Evolution of Communities. Belknap Press, Harvard University Press, Cambridge, Mass.
- 1979 J. M. Diamond and M. LeCroy. Birds of Karkar and Bagabag Islands, New Guinea Bull. Amer. Mus. Nat. Hist. 164:469-531.
- 1984 The Avifaunas of Rennell and Bellona Islands. The Natural History of Rennell Islands, British Solomon Islands 8:127-168.
- 1986 J. M. Diamond and T. J. Case. eds. Community Ecology. Harper and Row, New York.
- 1986 B. Beehler, T. Pratt, D. Zimmerman, H. Bell, B. Finch, J. M. Diamond, and J. Coe. Birds of New Guinea. Princeton University Press,Princeton.
- 1992 The Third Chimpanzee: The Evolution and Future of the Human Animal", ISBN 0-06-098403-1. En espanyol: El Tercer Chimpanzé: Origen y Futuro del Animal Humano, ISBN 978-84-8306-694-2.
- 1997 Why is Sex Fun? The Evolution of Human Sexuality, ISBN 0-465-03127-7. En espanyol: "¿Por qué es divertido el sexo?", ISBN 978-84-8306-695-9.
- 1997 Guns, Germs, and Steel: The Fates of Human Societies. W.W. Norton & Co. ISBN 0-393-06131-0. En espanyol: Armas, Gérmenes y Acero, ISBN 978-84-8346-326-0.
- 2001 The Birds of Northern Melanesia: Speciation, Ecology, & Biogeography (with Ernst Mayr), ISBN 0-19-514170-9.
- 2003 Guns, Germs, and Steel Reader's Companion, ISBN 1-58663-863-7.
- 2005 Collapse: How Societies Choose to Fail or Succeed. New York: Viking Books. ISBN 1-58663-863-7. En espanyol: Colapso: Por qué algunas sociedades perduran y otras desaparecen, ISBN 978-84-8306-648-5.